# IC 1323
IC 1323 је појединачна звијезда у сазвјежђу Јарац која се налази на листи објеката дубоког неба у Индекс каталогу.
Деклинација објекта је - 15° 10' 57" а ректасцензија 20h 30m 29,7s.